# Kirchenburg Walldorf
Die Kirchenburg Walldorf war im Mittelalter eine Höhenburg und ist heute ein Kirchenbau in Walldorf an der Werra, einem Ortsteil der Stadt Meiningen in Südthüringen.

## Geschichte und Architektur

Idealisierende Skizze von Georg Lilie 1904

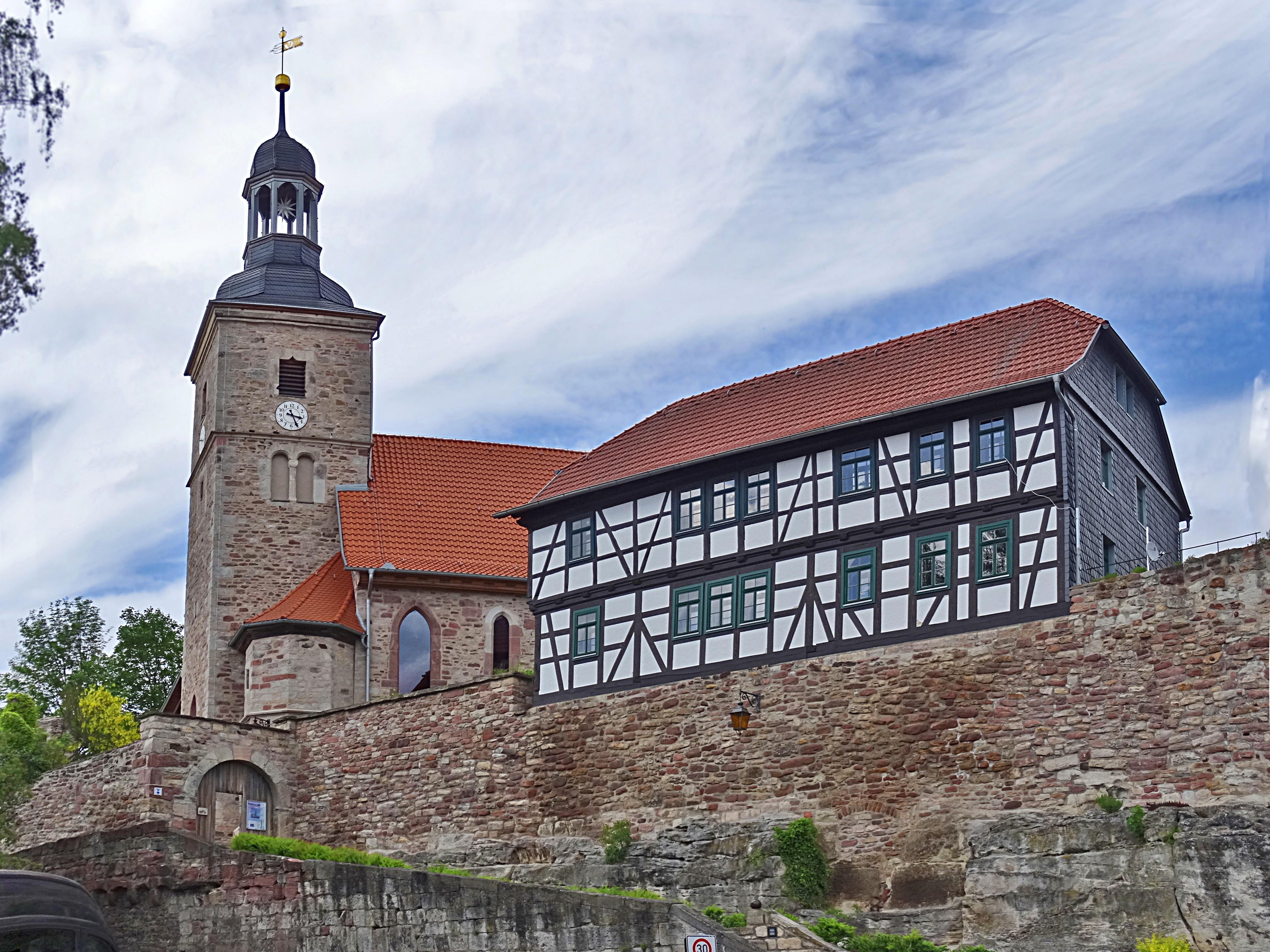
Eingang

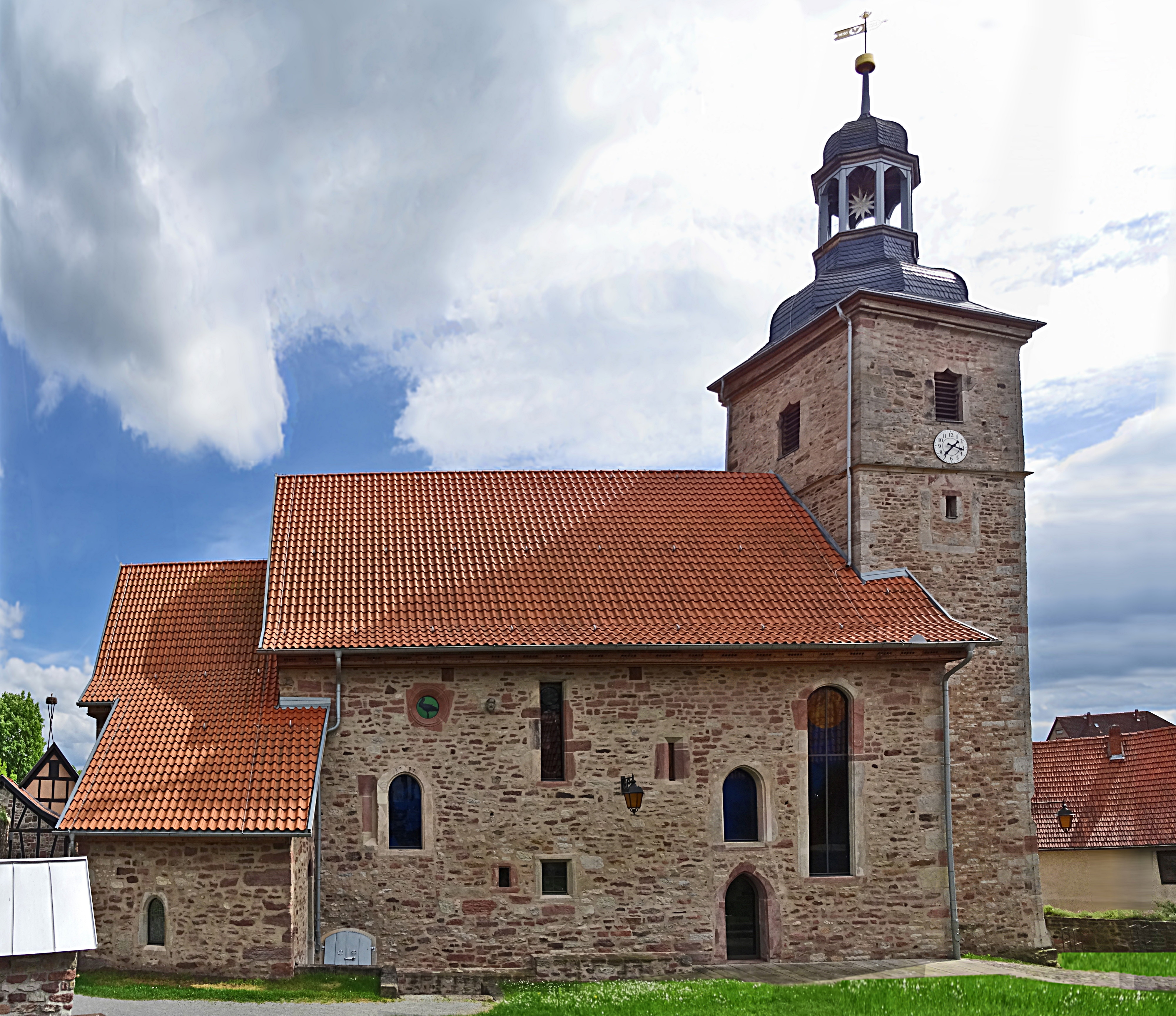
Nordwest-Ansicht

Schon geraume Zeit vor ihrer ersten urkundlichen Erwähnung im Jahr 982 in einer Schenkungsurkunde an die Petruskirche zu Aschaffenburg wurde die heute Walldorfer Kirchenburg genannte Anlage als Königshof gegründet. Der aus der Talebene emporragende Fels eignete sich ideal zum Bau einer Befestigungsanlage. Die Befestigung lag an der Nordgrenze des ehemaligen Frankenreiches am Werraübergang der alten Handelsstraße von Frankfurt a. M. nach Gotha und Erfurt (Frankfurter Straße). Um den Königshof entstand später der Ort Walldorf.
Im Jahr 1008 übernahm das Hochstift Würzburg Walldorf mit seinem Burgberg. Die Würzburger bauten die Wehranlage aus und gestalteten sie zur bischöflichen Festung um. Man errichtete eine erste Kapelle, der später eine Kirche folgte. Noch heute sind aus jener Zeit romanische Fensteröffnungen sichtbar. Zur eigentlichen Kirche wurde die Anlage erst im Spätmittelalter.
Das Kirchengebäude „Zu unserer lieben Frauen“, wie es früher einmal hieß, wurde in der heutigen äußeren Gestalt 1587 errichtet, 1634 bis auf das Mauerwerk zerstört, und im Zeitraum von 1648 bis 1651 wieder aufgebaut. Noch heute finden sich verkohlte Balken aus jener Zeit und vor einigen Jahren sogar ein Verschütteter, gleich hinter dem Torbogen am Eingang der Burganlage.
Aus dem späten Mittelalter stammt wahrscheinlich auch der ursprünglich als Bergfried einer Burganlage errichtete Turm der Kirche. Die Kirche wurde an die Ostseite des bereits vorhandenen Bergfrieds angebaut, was dazu geführt hat, dass der Hauptraum schief an den Turm angesetzt ist. Möglich, dass dabei die Mauern einer ehemaligen Kemenate benutzt worden sind, obwohl von einem Schloss innerhalb des Festungsvierecks des Kirchhügels nichts berichtet wird. Der hohe Bergfried lässt auf Wohngebäude eines Burgherrn oder eines Ministerialen schließen, nicht nur auf einen befestigten Wirtschaftshof.
Der Burgberg verdankt seine isolierte Lage zum Teil künstlichen Felsarbeiten. Der tiefe Graben an der Nordseite ist ein manuell angelegter Halsgraben. Durch diesen ist das Terrain von der angrenzenden Anhöhe getrennt. Der Aufgang liegt an der Südwestseite.
Die Kirche steht fest auf Sandsteinfels, der mit Ringmauern, fünf Bastionstürmen, zahlreichen Schießscharten und Resten des alten Wehrganges immer noch sehr verteidigungsfähig anmutet. Der Fußboden der Kirche liegt elf Meter über dem Niveau der Dorfstraße. Als weitere Bauten finden sich im 150 Meter langen und 65 Meter breiten Terrain um das Gotteshaus die alte Kirchschule aus dem Jahre 1646, die 1838 vergrößert wurde, sowie drei zusammengefügte Gaden, die einen Eindruck vermitteln können, wie die Walldorfer einst ihre Habseligkeiten vor Räubern und Plünderern zu verbergen pflegten.
Die hohe steinerne Ringmauer, die die Kirche noch heute komplett umfriedet, besitzt fünf Rundtürme und hat eine Höhe von vier bis acht Metern. Die Stärke schwankt zwischen einem und 1,30 Meter. Es finden sich deutliche Spuren von Wehrgängen und verschiedenste Schießscharten, zum Teil in mehreren Stockwerken übereinander. Wie bei Wehranlagen üblich, ist der Eingang so angelegt, dass die ungeschützte Seite der Anstürmenden den Verteidigern zugewandt war. Innerhalb der Mauer besaß jeder Bauernhof einen Gaden, das ist ein Schuppen oder ein kleiner Keller zum Unterbringen der Vorräte in Belagerungszeiten. Auch die großen Keller unter dem Kirchenberg dienten diesem Zweck. Allerdings hat Walldorfs Zufluchtsort nie einen eigenen Brunnen besessen. Wegen des mäßigen Verteidigungswerts nutzten die Einwohner eher die benachbarte, von den Würzburger Bischöfen errichtete Burg Landeswehre, an dessen Platz heute das Schloss Landsberg (Meiningen) steht.
Am Äußeren der Kirche hinterließen die Kunstepochen Romanik, Gotik und Renaissance ihre Spuren. Man erkennt dies am Grundriss der Kirche, an teilweise zugemauerten romanischen Fenstern und späteren Fensteröffnungen. Auch mehrere An- und Umbauten aus späterer Zeit sind deutlich zu erkennen.
Eine grundlegende Restaurierung der Anlage begann im Jahr 1991 mit einem internationalen Jugendlager und mit örtlichen ABM-Kräften als Bauvorbereitung. Es folgte die Entwässerung der Anlage und eine umfangreiche Wiederherstellung der Wehrmauer, wie auch die statische Sicherung der Hohlräume im Burgberg. Ebenso rettete man die Gaden vor dem völligen Zerfall und sanierte die Kirchschule komplett. Das Kirchendach wurde ersetzt und das Innere der Kirche in den Jahren 2006 und 2007 vollständig restauriert.

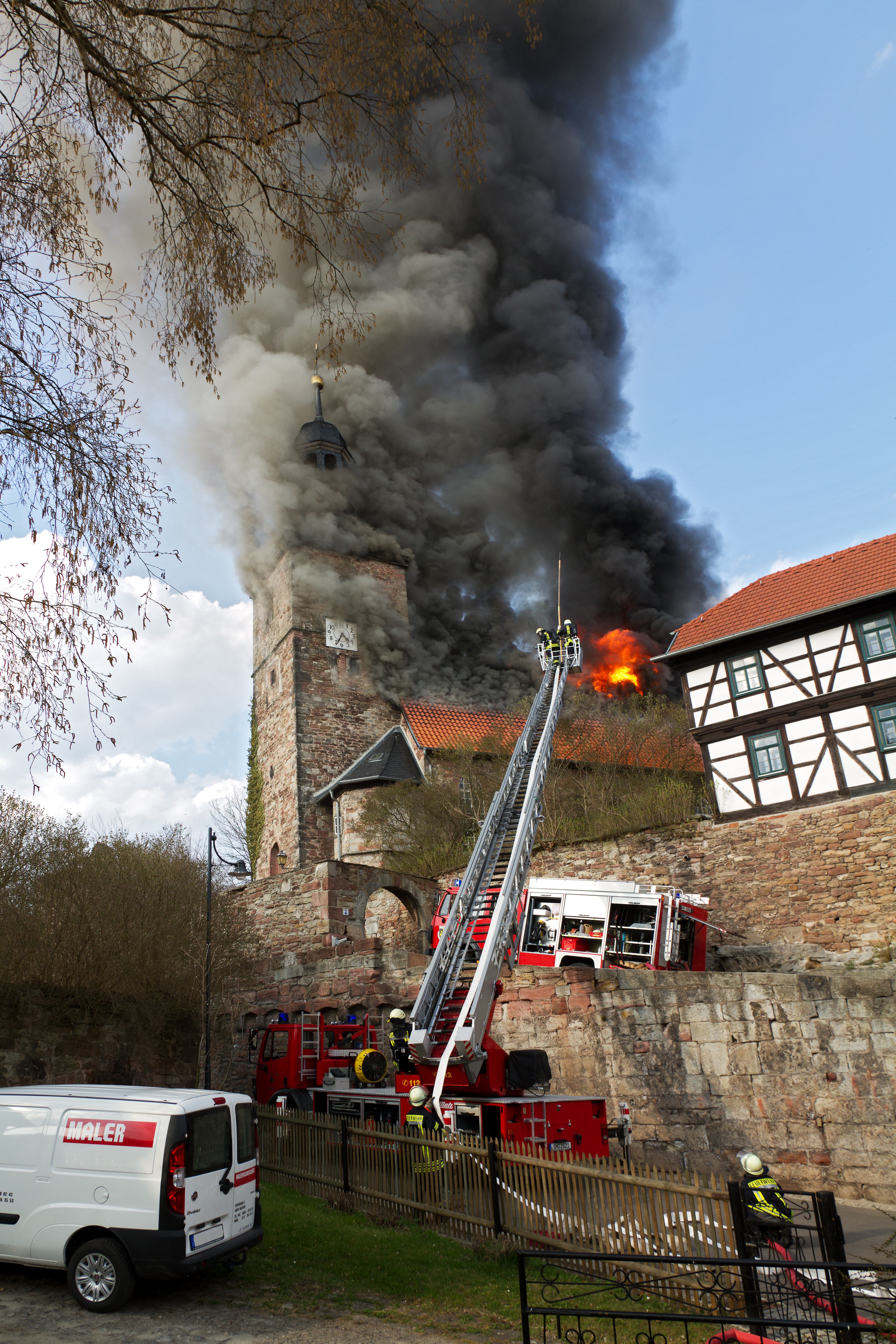
Großbrand am 3. April 2012

Die historische Kirchenburg von Walldorf brannte am 3. April 2012 aus; Orgel und Altar wurden vollständig vernichtet. Das Dach des Kirchenschiffes stürzte ein und der Glockenturm war danach stark einsturzgefährdet.
Unter der Leitung des Meininger Architekten Karsten Merkel begann bald der Wiederaufbau. Im Herbst 2013 konnte die Kirchturmhaube wieder auf den Turmschaft gehoben werden. Am 30. November 2014, dem Ersten Advent, weihte man die vier neuen Glocken. Sie erklingen in den Tönen g' b' c' es" und sind mit Glaube, Hoffnung, Liebe und Freude benannt. Sie wurden wie die Glocken der Evangelischen Stadtkirche im badischen Walldorf, Walldorfs Partnerstadt, in der Glockengießerei Albert Bachert in Karlsruhe gegossen. Die im November 2018 eingebaute neue Orgel weihte man am 7. Dezember 2018 ein. Sieben Jahre nach dem Brand war der komplette Wiederaufbau vollendet, wobei das Innere der Kirche nach modernsten Gesichtspunkten gestaltet wurde. Die offizielle und feierliche Wiedereinweihung der Kirche vollzog Pfarrer Heinrich von Berlepsch vor zahlreichen Ehrengästen am 11. Mai 2019. Verantwortlich für den Entwurf und die Ausführung des Wiederaufbaus des Innenraumes war das Architekturbüro Osterwold°Schmidt aus Weimar.

## Ausstattung

### Innenausstattung

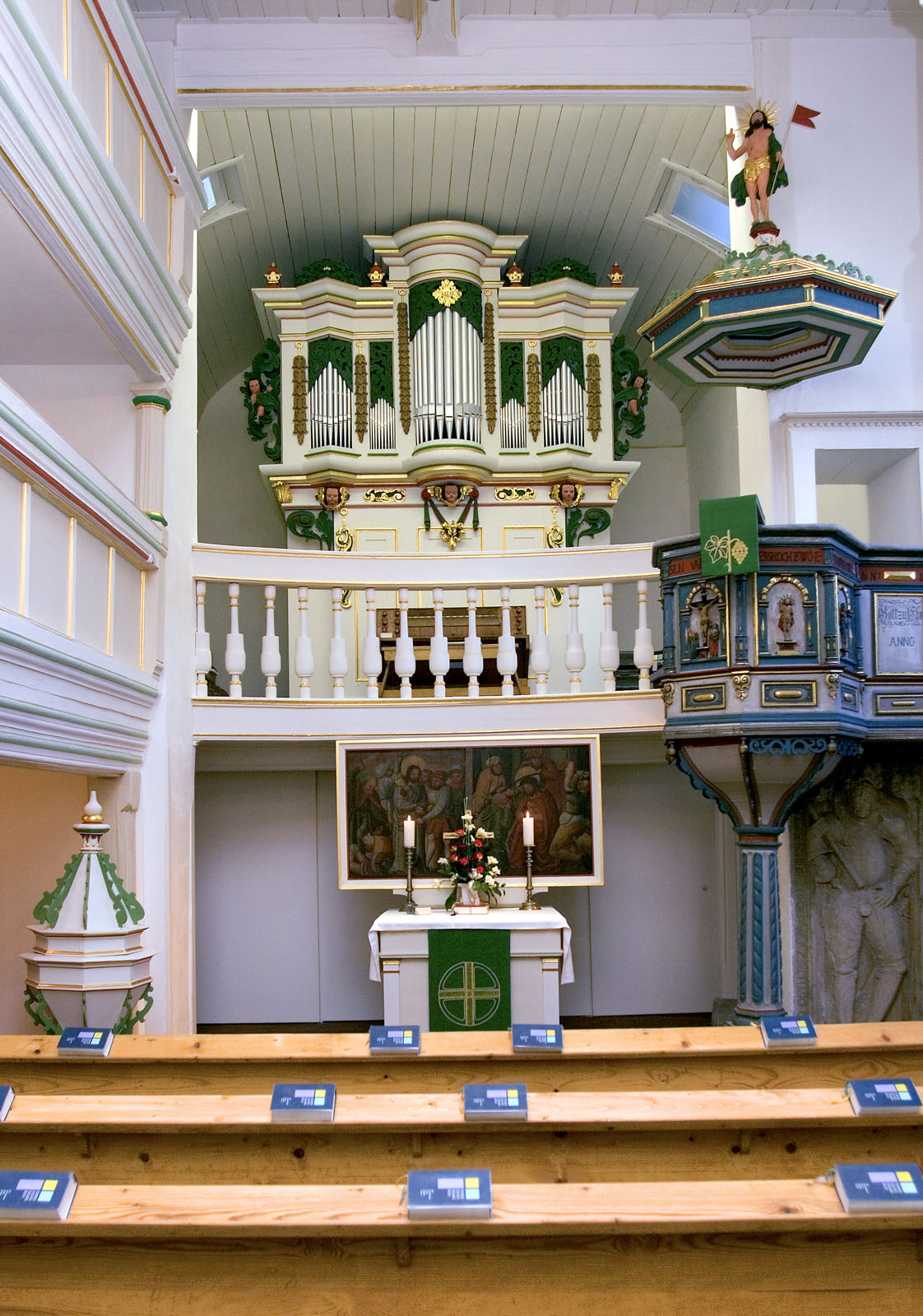
Kircheninneres (2007)

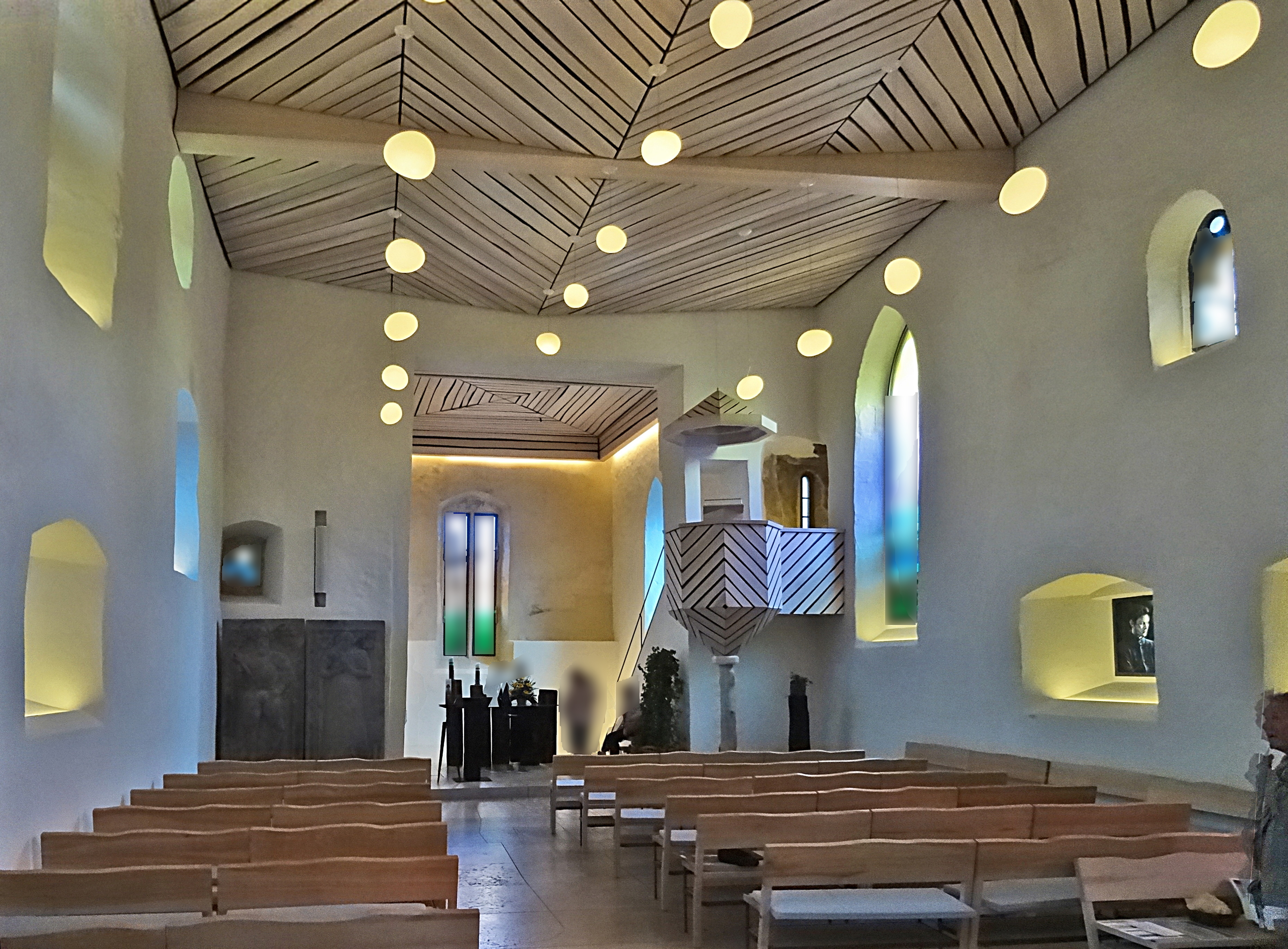
Innenansicht (2022)

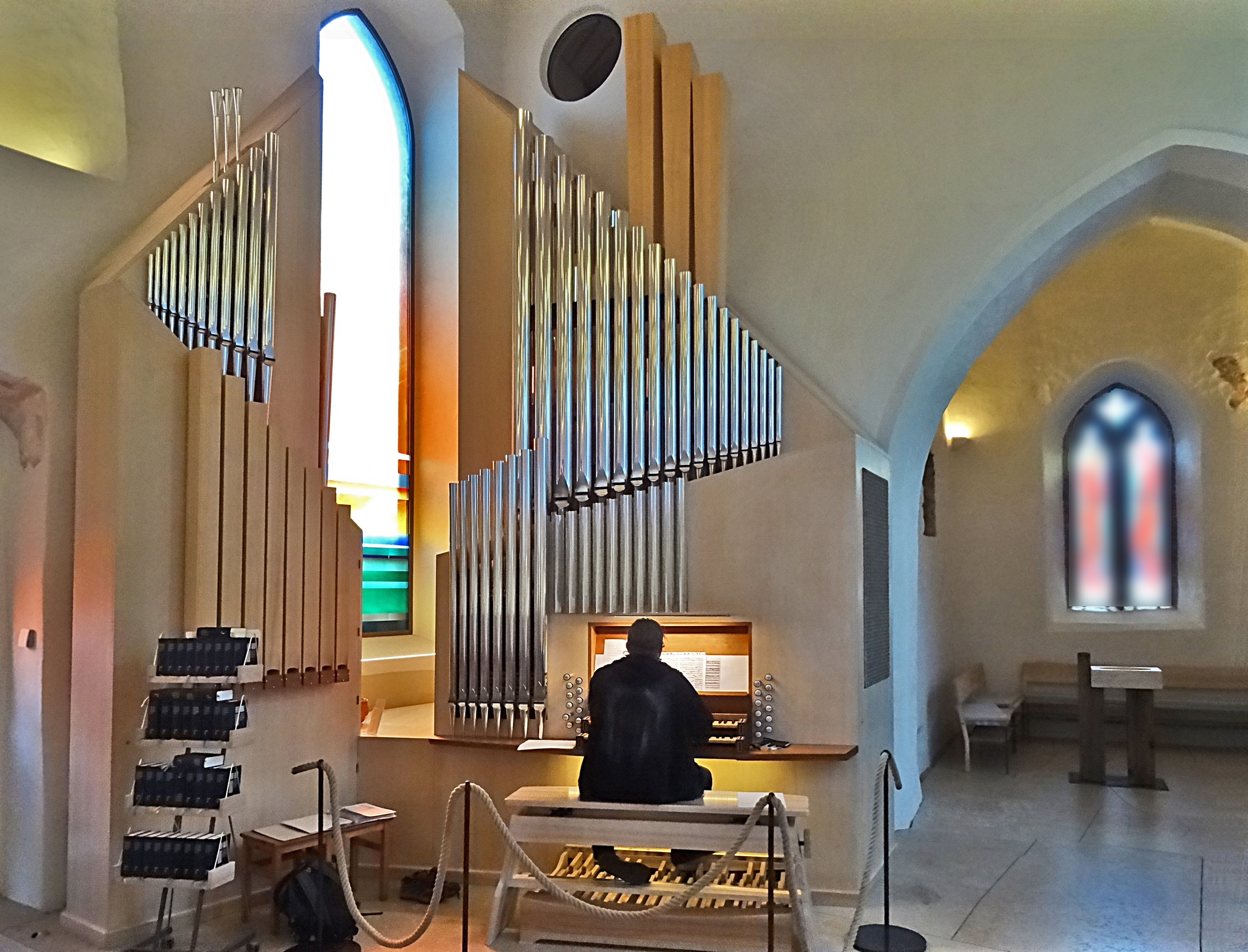
Die neue Voigt-Orgel

Die Innenausstattung war bis zum Großbrand im Jahr 2012 einheitlich im Renaissancestil nach 1650 gehalten. Nur der Orgelprospekt war barock, die Orgel selbst war ein Neubau aus der Werkstatt von Rudolf Böhm aus Gotha von 1965. Im Kircheninneren werden auch Grabsteine und Wappen ehemaliger Patronatsherren aufbewahrt, die zum Teil den 1906 zugemauerten Grüften unter der Kirche entnommen sind.
Der nach dem Wiederaufbau neue helle Innenraum der Kirche besitzt, wobei man nun auf die Emporen verzichtete, farbige Glasfenster und -türen, eine mit Erdwärme gespeiste Fußbodenheizung und eine Kinoleinwand. Die Motive der Glasfenster sind unter anderem Adam & Eva, ein Kreuz aus verkohlten Balken, christliche Motive und freundliche Farbmuster. Die einstige Brandstätte mit verkohlten Balken ist auf einer Glastür dargestellt. Die Fenster wurden nach Entwürfen von Julian Plodek von der Glaswerkstatt Derix in Taunusstein erstellt.
Die neue Orgel wird elektronisch unterstützt. Drei der vom Feuer zerstörten steinernen Grabplatten fanden nach einer Restauration wieder ihren Platz an einer Wand in der Kirche. Der Altar besteht aus einer runden Metallplatte, die auf vom Brand stammenden verkohlten Balken ruht. Die Kirche besitzt des Weiteren einen Backofen und Nistplätze für Vögel.

### Geläut
| Nr. | Ton | Name     | Gewicht(kg) | Durchmesser(mm) | Inschrift                                                                             |
| --- | --- | -------- | ----------- | --------------- | ------------------------------------------------------------------------------------- |
| 1   | g'  | Glaube   | 700         | 1050            | Glaubet; Christus spricht, wer euch hört, hört mich                                   |
| 2   | b'  | Liebe    | 420         | 880             | Liebet; Gott ist Liebe und wer in der Liebe bleibt der bleibt in Gott und Gott in ihm |
| 3   | c"  | Hoffnung | 320         | 800             | Hoffet; Lasst uns festhalten an dem Bekenntnis der Hoffnung und nicht wanken          |
| 4   | es" | Freude   | 190         | 670             | Freuet euch; Ich will mich freuen des Herrn und fröhlich sein in Gott                 |

Alle Glocken goss am 29. August 2014 die Glockengießerei Albert Bachert in Karlsruhe. Das erste Läuten fand am 30. November 2014 statt. Die Glocken ergeben das Parsifal-Motiv.

### Kirchenarchiv
Das Kirchenarchiv weist Schätze auf, die die Baugeschichte der Kirchenburg lebendig werden lassen, z. B. ein alter Bauplan zur Veränderung der Walldorfer Kirche in einen Barockbau oder die Unterlagen über die hoch exakte Vermessung der Hohlräume im Burgberg, die einst das Ministerium für Staatssicherheit der DDR in Auftrag gegeben hat.

## Bodendenkmal
Die Walldorfer Kirchenburg ist nicht nur ein Baudenkmal, auch ihr Wert als Bodendenkmal ist mit den Restaurierungsarbeiten der letzten Jahre anschaulicher geworden. Gefunden wurden unter anderem ein Feuersteinwerkzeug aus der jüngeren Steinzeit sowie eine Hakenspirale aus der Bronzezeit. (Hakenspiralen kommen in Thüringen öfter vor und gelten als Zierrat, der am Kopf getragen wurde.) Der Feuerstein belegt, dass der Walldorfer Felsen schon vor einigen Jahrtausenden als Wohn- oder Jagdplatz genutzt wurde. Die besonders dem Mittelalter entstammenden archäologische Funde umfassen rund 250 kg, darunter ein Krug aus dem 12. Jahrhundert, Bernsteinkettenglieder, Knöpfe, ein tönerner Nachttopf, ein Bruchstück einer alten Bierschale, Münzen, menschliche Skelette, mehrere Handvoll Getreide aus dem 12. bis 14. Jahrhundert, das sich im Getreideturm erstaunlich gut erhalten hatte.

## Naturschutzfachliche Bedeutung

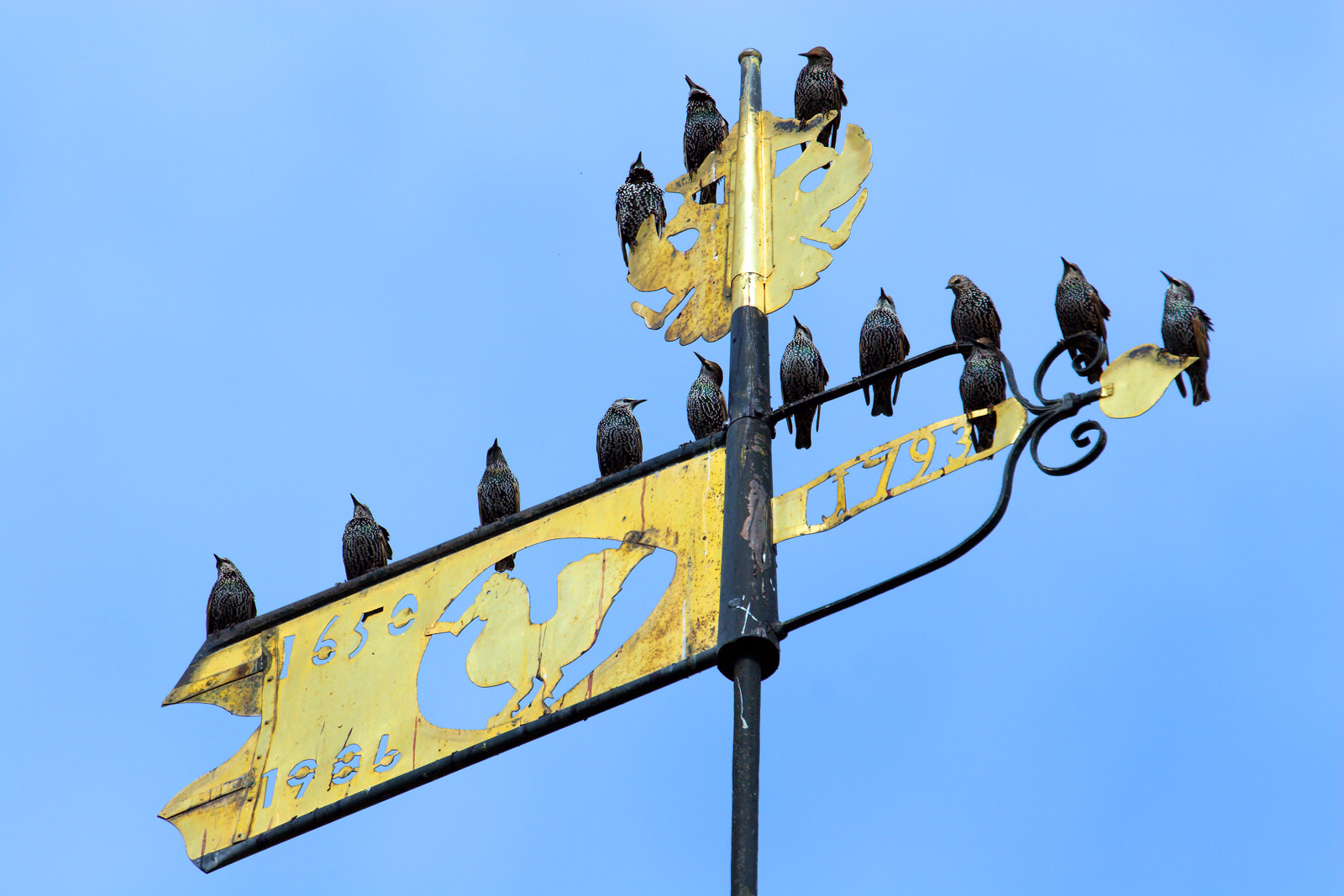
Kirchturmspitze mit Doppeladler ehemaliger Reichsunmittelbarkeit Walldorfs, rastende Stare

Über den Wert als Bau- und Bodendenkmal hinaus, ist eine der Sandsteinlagen des Burgberges auch von besonderem geologischem Interesse.
Hinzu kommt noch eine Funktion als Fledermaus-Winterquartier. Ein eigens dafür optimiertes Dach bietet für die in der Region heimischen nachtaktiven Tiere Nist- und Schutzmöglichkeiten. 2006 zogen erstmals Dohlen ihre Jungen auf dem Kirchturm auf. Turmfalken, eine Mauerseglerkolonie und zahlreiche andere Vögel haben die Walldorfer Kirchenburg zu ihrer Bleibe gemacht. Bei den Bauarbeiten wurden bewusst Nistmöglichkeiten geschaffen. Auch ein in der Kirchenmauer lebendes Bienenvolk trägt dafür Sorge, dass der alte Bauerngarten in der Kirchenburg Früchte trägt und die bepflanzte Mauerkrone erhalten wird. Daher nennt sich die Kirche auch „Biotopkirche“.

## Sonstiges
Am 4. Mai 2023 erschien ein Sonderpostwertzeichen der Deutschen Post im Wert von 100 Eurocent, um die besondere Leistung beim Wiederaufbau zu würdigen.